# Stanisław Jaśkowski

Stanisław Jaśkowski

Stanisław Jaśkowski (sinh ngày 22 tháng 4 năm 1906 tại Warsaw - mất ngày 16 tháng 11 năm 1965 tại Warsaw) là một nhà logic học người Ba Lan. Ông có những đóng góp quan trọng cho lý thuyết chứng minh và ngữ nghĩa logic. Ông là học trò của Jan Łukasiewicz và là thành viên của Trường Logic Lwów–Warsaw. Sau khi Stanisław Jaśkowski mất, tên ông đã được thêm vào Bức tường Danh vọng Thiên tài. Ông là hiệu trưởng (rector) của Đại học Nicolaus Copernicus ở Toruń.
Stanisław Jaśkowski là một trong những người lập ra diễn dịch tự nhiên. Ông thực hiện việc này độc lập với Gerhard Gentzen trong thập niên 1930. Cách tiếp cận của Gerhard Gentzen ban đầu trở nên phổ biến hơn với các nhà logic học vì có thể được dùng để chứng minh định lý cắt bỏ. Tuy nhiên, cách tiếp cận của Stanisław Jaśkowski gần hơn với cách chứng minh được thực hiện trong thực tế. Ông cũng là một trong những người đầu tiên đề xuất phép tính chính thức về logic không nhất quán-chịu đựng (hoặc không phù hợp). Ngoài ra, Stanisław Jaśkowski còn là người tiên phong trong việc nghiên cứu logic trực giác và logic tự do.

## Tác phẩm
- On the Rules of Suppositions in Formal Logic Studia Logica 1, 1934 trang5–32 (được tái bản trong: Storrs McCall (ed.), Polish Logic 1920-1939, Oxford University Press, 1967 trang 232–258
- Investigations into the System of Intuitionist Logic 1936 (được dịch trong: Storrs McCall (ed.), Polish Logic 1920-1939, Oxford University Press, 1967 trang 259–263
- A propositional Calculus for Inconsistent Deductive Systems 1948 (được tái bản trong: Studia Logica, 24 1969, pp 143–157 và trong: Logic and Logical Philosophy 7, 1999 trang 35–56)
- On the Discussive Conjunction in the Propositional Calculus for Inconsistent Deductive Systems 1949 (được tái bản trong: Logic and Logical Philosophy 7, 1999 trang 57–59)
- On Formulas in which no Individual Variable occurs more than Twice, Journal of Symbolic Logic, 31, 1966, trang 1–6)

Bằng tiếng Ba Lan
- O symetrii w zdobnictwie i przyrodzie - matematyczna teoria ornamentów (Tựa đề tiếng Anh: On Symmetry in Art and Nature), PWS, Warszawa, 1952 (sách 168 trang)
- Matematyczna teoria ornamentów (Tựa đề tiếng Anh: Mathematical Theory of Ornaments), PWN, Warszawa, 1957 (sách 100 trang)